# Bisbe d'aiguamoll
El bisbe d'aiguamoll (Euplectes hartlaubi) és un ocell de la família dels ploceids (Ploceidae).

## Hàbitat i distribució
Habita pantans i praderies, localment a Nigèria, terres altes de Camerun, Gabon i República del Congo cap al sud fins l'oest de República Democràtica del Congo i Angola i cap a l'est fins Zàmbia i sud-oest de Tanzània. Est d'Uganda, oest de Kenya.